# Kim Song-gi
Kim Song-Gi (Hangul:김성기, Nhật Bản:金聖基, sinh ngày 23 tháng 10 năm 1988) là một cầu thủ bóng đá người CHDCND Triều Tiên thi đấu ở vị trí hậu vệ cho câu lạc bộ J3 League Fujieda MYFC. Anh từng đại diện CHDCND Triều Tiên ở cấp độ quốc tế. 

## Thống kê sự nghiệp

### Câu lạc bộ
Cập nhật đến ngày 23 tháng 2 năm 2016.
| Câu lạc bộ          | Mùa giải            | Giải vô địch | Giải vô địch | Cúp Hoàng đế Nhật Bản | Cúp Hoàng đế Nhật Bản | J. League Cup | J. League Cup | AFC     | AFC       | Tổng    | Tổng      |
| Câu lạc bộ          | Mùa giải            | Số trận      | Bàn thắng    | Số trận               | Bàn thắng             | Số trận       | Bàn thắng     | Số trận | Bàn thắng | Số trận | Bàn thắng |
| ------------------- | ------------------- | ------------ | ------------ | --------------------- | --------------------- | ------------- | ------------- | ------- | --------- | ------- | --------- |
| Cerezo Osaka        | 2011                | 0            | 0            | 0                     | 0                     | 0             | 0             | 0       | 0         | 0       | 0         |
| Cerezo Osaka        | 2012                | 2            | 0            | 0                     | 0                     | 1             | 0             | -       | -         | 3       | 0         |
| Cerezo Osaka        | 2013                | 0            | 0            | -                     | -                     | -             | -             | -       | -         | 0       | 0         |
| Vissel Kobe         | 2013                | 8            | 0            | 1                     | 0                     | -             | -             | -       | -         | 9       | 0         |
| Mito Hollyhock      | 2014                | 25           | 1            | 1                     | 0                     | -             | -             | -       | -         | 26      | 1         |
| Mito Hollyhock      | 2015                | 22           | 0            | 2                     | 0                     | -             | -             | -       | -         | 24      | 0         |
| Tổng cộng sự nghiệp | Tổng cộng sự nghiệp | 57           | 1            | 4                     | 0                     | 1             | 0             | 0       | 0         | 62      | 1         |

## Đội tuyển quốc gia
| Đội tuyển quốc gia CHDCND Triều Tiên | Đội tuyển quốc gia CHDCND Triều Tiên | Đội tuyển quốc gia CHDCND Triều Tiên |
| Năm                                  | Số trận                              | Bàn thắng                            |
| ------------------------------------ | ------------------------------------ | ------------------------------------ |
| 2010                                 | 1                                    | 0                                    |
| 2011                                 | 3                                    | 0                                    |
| 2019                                 | 2                                    | 0                                    |
| Tổng                                 | 6                                    | 0                                    |